# جبل غمرة

جبل يقع جنوب غرب محافظة رجال ألمع ، يقدر ارتفاعه ب 2700 متر و كانت تشتهر قرية جبل غمرة بإنتاج العسل البلدي الممتاز و المعروف على مستوى المملكة العربية السعودية و المسمى بالمجرة أو المجرى وكذلك بأشجار العرعر و القمَّر ، و تتميز بمناخ بارد شتاءً معتدل صيفاً و يبلغ عدد السكان 3000 نسمة تقريباً ينقسمون إلى عدة عشائر من قبيلة بني عبد شحب .

## الإنشاءات الحكومية
1. مركز الرعاية الصحية الأولية بغمرة .
2. مجمع الصبر التعليمي للبنين  .
3. مدرسة الصبر الابتدائية للبنين بغمرة .
4. مدرسة شامي غمرة للبنات .
5. مجمع مدارس قاعة غمرة للبنات .

## صور